# Lapanouse
Lapanouse è un comune francese soppresso e frazione del dipartimento dell'Aveyron della regione dell'Occitania. Dal 1º gennaio 2016 si è fuso con i comuni di Buzeins, Lavernhe, Recoules-Prévinquières e Sévérac-le-Château per formare il nuovo comune di Sévérac-d'Aveyron.

## Società

### Evoluzione demografica
Abitanti censiti